# Arkys brevipalpus
Arkys brevipalpus är en spindelart som beskrevs av Karsch 1878. Arkys brevipalpus ingår i släktet Arkys och familjen hjulspindlar.
Artens utbredningsområde är Nya Kaledonien. Inga underarter finns listade i Catalogue of Life.